# Rhynchobatus
Genre
Rhynchobatus est un genre de raies.

## Liste des espèces
Selon Catalogue of Life (5 aout 2025) :
- Rhynchobatus australiae Whitley, 1939
- Rhynchobatus cooki Last, Kyne & Compagno, 2016
- Rhynchobatus djiddensis (Forsskål, 1775)
- Rhynchobatus immaculatus Last, H.C. Ho & RR. Chen, 2013
- Rhynchobatus laevis (Bloch & J.G. Schneider, 1801)
- Rhynchobatus luebberti Ehrenbaum, 1915
- Rhynchobatus mononoke Koeda, Itou, Yamada & Motomura, 2020
- Rhynchobatus palpebratus Compagno & Last, 2008
- Rhynchobatus springeri Compagno & Last, 2010